# .ge
.ge為格魯吉亞國家及地區頂級域（ccTLD）的域名。此外2011年後还拥有格鲁吉亚语顶级域名。該域名於1992年12月2日啟用。全球任何人均可註冊該域名。

## 外部連結
- IANA .ge whois information（页面存档备份，存于）
- .ge Domain registration website（页面存档备份，存于）